# Ларионов, Андрей Николаевич
Андрей Николаевич Ларионов (4 [16] июля 1889, Москва — 7 февраля 1963, там же) — учёный, электротехник.

## Биография
В 1919 году окончил МВТУ со званием инженер-электрик. Остался в МВТУ работать преподавателем. В 1924 году предложил схему трёхфазного выпрямителя на трёх полумостах на шести диодах, которая, в зависимости от схемы включения обмоток (звезда/треугольник) имеет две разновидности: «звезда-Ларионов» и «треугольник-Ларионов». Схема «звезда-Ларионов» применяется в авиационных, автотракторных, водных и др. генераторах бортового электроснабжения, в электроприводе и в других областях науки и техники. В 1930 году перешёл на работу преподавателем в МЭИ (c 1933 года профессор). Член-корреспондент АН СССР (с 1953 года). C 1953 года в Институте автоматики и телемеханики АН СССР (с 1969 — Институт проблем управления). Заслуженный деятель науки и техники РСФСР (1959).
Похоронен на Введенском кладбище (6 уч.).